# Jessica Boone

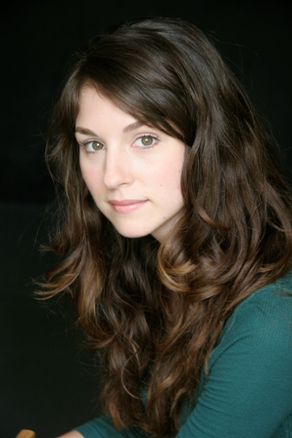
Jessica Boone

Jessica Boone (* 14. Mai 1984 in Houston, Texas) ist eine US-amerikanische Schauspielerin und Synchronsprecherin.

## Leben
Jessica Boone wurde ab den 1990er Jahren Synchronsprecherin zahlreicher Anime-Serien und Filme. 2002 bis 2007 wurde sie an der Theaterschule der University of Houston zur Schauspielerin ausgebildet. Sie wurde dann auch als Theater-Schauspielerin aktiv. 2015 beendete sie die Synchronarbeit und lebt seither mit ihrem Ehepartner in Prag, wo sie gemeinsam die englischsprachige Shakespeare-Company leiten.

## Filmografie (Auswahl)
- 2012: Missing (Fernsehserie, 6 Folgen)
- 2015: Puerto Ricans in Paris
- 2017: Unlocked
- 2022: Chevalier

## Synchronrollen (Auswahl)
- 2002: Dark Water als „Ikuko“
- 2003–2004: Chrono Crusade als „Azmaria Hendrik“ (Animeserie)
- 2006–2007: Perfect Girl als „Noi Kasahara“ (Animeserie)
- 2013: Space Pirate Captain Harlock als „Kei Yuki“ (Animationsfilm)